# Albo Inaczej
Albo Inaczej – kompilacja utworów hip-hopowych w aranżacji jazzowej, pochodzących z repertuaru zespołów Stare Miasto, Slums Attack, Flexxip i Kaliber 44 oraz raperów Adama „Łony” Zielińskiego, Pawła „Pezeta” Kaplińskiego, Leszka „Eldo” Kaźmierczaka i Jacka „Tedego” Granieckiego.
Interpretacje piosenek wykonali przedstawiciele szeroko pojętej muzyki rozrywkowej, a także jazzowej: Andrzej Dąbrowski, Ewa Bem, Zbigniew Wodecki, Krystyna Prońko, Felicjan Andrzejczak oraz Wojciech Gąssowski. W pracach nad płytą, która została zarejestrowana w warszawskim Studio S-4 Polskiego Radia uczestniczył ponadto Konglomerat Big Band oraz liczni muzycy sesyjni, w tym. m.in.: Marcin Ułanowski, Paweł Puszczało i Marcin Cichocki. Album został wyprodukowany przez Mariusza Obijalskiego, Michała Tomaszczyka, Aleksandrę Trzaskę oraz Krzysztofa Kawałko.
Wydawnictwo ukazało się 10 kwietnia 2015 roku nakładem wytwórni muzycznej Alkopoligamia.com. Nagrania dotarły do 4. miejsca polskiej listy przebojów OLiS. Natomiast 13 maja tego samego roku płyta uzyskała w Polsce status złotej.
Koncert premierowy odbył się 17 kwietnia 2015 roku w ramach Red Bull Music Academy Weekender w Pałacu Kultury i Nauki w Warszawie. W ramach promocji do pochodzących z płyty piosenek  „Re-fleksje”, „Oszuści” i „Jest jedna rzecz” zostały zrealizowane teledyski, które wyreżyserował Witold Michalak, także producent wykonawczy projektu.

## Odbiór
Album spotkał się z pozytywnym odbiorem wśród recenzentów.
Redaktor portalu CGM – Artur Rawicz w swej recenzji napisał: „Dla wszystkich interesujących się muzyką powinna to być rzecz szalenie atrakcyjna. Bo jest. Jeśli jej «nie kupią», to będzie wielka strata. Wielki błąd popełnią też fani hip-hopu, jeśli album w całości po nich spłynie. Oby tak się nie stało. «Albo inaczej» to dowód na to, że muzyka jest uniwersalnym językiem.”. Dziennikarz pozytywnie wypowiedział się także o aranżacjach Mariusza Obijalskiego.
Podobnie jak Łukasz Chmielewski, który na łamach portalu Aktivist napisał: „Jazzujące podkłady zniewalają aranżacjami i brzmieniem żywych instrumentów. A Bem, Prońko, Wodecki, Gąssowski, Andrzejczak i Dąbrowski po prostu wymiatają wokalnie.”.
Natomiast Jakub Kranc na łamach Altermag.pl podkreślił, że „Teksty, pomimo usunięcia ich sporej części, zachowały swój przekaz i ogólny klimat, a muzyka to jazz na wysokim poziomie. Wszelkie aranżacje na płycie to istna perfekcja swingu, którego fanów przybyło po sukcesie kinowego Whiplasha. Nawet ostatni utwór, będący przemodelowaniem «Nie ufajcie Jarząbkowi» Łony, który jako jedyny został wykonany w aranżacji rockowej, nie pozostaje w tyle.”.

## Nagrody i wyróżnienia
- „Najlepsze płyty 2015 – Polska” według portalu Interia.pl – ocena 9/10[20]

## Lista utworów
Opracowano na podstawie materiału źródłowego.
| #  | Tytuł                                                          | Wyk. oryginalne | Słowa                                            | Muzyka                               | Produkcja                             | Czas |
| -- | -------------------------------------------------------------- | --------------- | ------------------------------------------------ | ------------------------------------ | ------------------------------------- | ---- |
| 1. | „Re-fleksje” – Andrzej Dąbrowski                               | Pezet, Noon     | Paweł Kapliński                                  | Mariusz Obijalski                    | Mariusz Obijalski                     | 3:44 |
| 2. | „Minuty”– Ewa Bem                                              | Stare Miasto    | Wojciech Nosowski, Piotr Wójcicki                | Aleksandra Trzaska                   | Michał Tomaszczyk, Aleksandra Trzaska | 2:48 |
| 3. | „Jest jedna rzecz” – Zbigniew Wodecki                          | Slums Attack    | Ryszard Andrzejewski                             | Mariusz Obijalski, Michał Tomaszczyk | Michał Tomaszczyk                     | 5:09 |
| 4. | „Oszuści” – Krystyna Prońko                                    | Flexxip         | Piotr Szmidt, Emil Wiśniewski, Ciechosław Kuczys | Mariusz Obijalski                    | Mariusz Obijalski                     | 3:04 |
| 5. | „Stres” – Felicjan Andrzejczak                                 | Eldo            | Leszek Kaźmierczak                               | Mariusz Obijalski                    | Mariusz Obijalski, Krzysztof Kawałko  | 5:13 |
| 6. | „Dyskretny chłód” – Krystyna Prońko, Andrzej Dąbrowski         | Tede            | Jacek Graniecki                                  | Krzysztof Kawałko, Mariusz Obijalski | Krzysztof Kawałko                     | 4:18 |
| 7. | „Normalnie o tej porze” – Wojciech Gąssowski                   | Kaliber 44      | Marcin Marten, Michał Marten                     | Mariusz Obijalski, Michał Tomaszczyk | Michał Tomaszczyk                     | 4:11 |
| 8. | „Nie ufajcie Jarząbkowi” – Andrzej Dąbrowski (utwór dodatkowy) | Łona            | Adam Zieliński                                   | Mariusz Obijalski                    | Mariusz Obijalski                     | 3:58 |

## Twórcy
Opracowano na podstawie materiału źródłowego.
| Główni wykonawcy - Andrzej Dąbrowski – śpiew (1, 6, 8) - Ewa Bem – śpiew (2) - Zbigniew Wodecki – śpiew (3) - Krystyna Prońko – śpiew (4, 6) - Felicjan Andrzejczak – śpiew (5) - Wojciech Gąssowski – śpiew (7) Konglomerat Big Band w składzie - Aleksandra Trzaska – aranżacja (2), muzyka (2), flet (2), produkcja (2) - Mariusz Obijalski – aranżacja (1, 4, 8), muzyka (1, 3, 4, 5, 7, 8), fortepian (1, 4), pianino elektryczne (8), miksowanie (1, 8), produkcja (1, 4, 5, 8), adaptacja tekstu (7) - Michał Tomaszczyk – aranżacja (1, 2, 3, 7), puzon (1, 2, 4), produkcja (2, 3, 7), muzyka (3, 7) - Nikola Kołodziejczyk – fortepian (2, 3, 7) - Andrzej Święs – kontrabas (2, 3, 7) - Michał Bryndal – perkusja (3, 7) - Sebastian Kuchczyński – perkusja (2) - Szymon Białorucki – puzon (3, 7) - Piotr Wróbel – puzon (3, 7) - Jacek Namysłowski – puzon (3, 7) - Bartek Smorągiewicz – saksofon (3, 7) - Michał Łuka – saksofon (3, 7) - Borys Janczarski – saksofon (3, 7) - Mariusz Kozłowski – saksofon (3, 7) - Przemysław Florczak – saksofon (3, 7) - Łukasz Korybalski – skrzydłówka (2), trąbka (3, 5, 7) - Daniel Orlikowski – trąbka (3, 7) - Robert Murakowski – trąbka (3, 7) Inni muzycy - Marcin Ułanowski – aranżacja (1, 4, 5, 6, 8), perkusja (1, 4, 5, 6, 8) - Paweł Puszczało – aranżacja (1, 4, 5, 6), kontrabas (1, 4, 5, 6) - Krzysztof Kawałko – aranżacja (4, 5, 6, 8), gitara (4, 5, 6, 8), produkcja (5, 6), muzyka (6) - Łukasz Poprawski – klarnet (6) - Marcin Cichocki – fortepian (4), aranżacja (4) - Tomek Dworakowski – puzon (3, 7) - Damian Marat – trąbka (3, 7) - Filip Jurczyszyn – gitara basowa (8), aranżacja (8) | Nagrania oryginalne - Paweł „Pezet” Kapliński – słowa (1) - Mikołaj „Noon” Bugajak – produkcja (1) - Wojciech „Dizkret” Nosowski – słowa (2) - Piotr „Wujlok” Wójcicki – słowa (2) - Piotr „Korzeń” Korzeniowski – produkcja (2) - Ryszard „Peja” Andrzejewski – słowa, produkcja (3) - Piotr „Ten Typ Mes” Szmidt – słowa (4) - Emil „Blef” Wiśniewski – słowa (4) - Ciechosław „Ciech” Kuczys – słowa (4) - Bartosz Grzybowski – produkcja (4) - Leszek „Eldo” Kaźmierczak – słowa (5) - Łukasz „Dena” Dynowski – produkcja (5) - Jacek „Tede” Graniecki – słowa, produkcja (6) - Marcin „Abradab” Marten – słowa (7) - Michal „Joka” Marten – słowa (7) - Sebastian „Dj Feel-X” Filiks – produkcja (7) - Adam „Łona” Zieliński – słowa (8) - Andrzej „Webber” Mikosz – produkcja (8) Nagrania - Jacek Trzeszczyński – realizacja nagrań (1, 4, 8) - Błażej Domański – realizacja nagrań (3, 7), miksowanie (3, 7) - Maciej Pietranik – miksowanie (3, 7), realizacja nagrań (7) - Arkadiusz Kopera – realizacja nagrań (2, 4, 5), miksowanie (2, 4, 5, 8) - Piotr Nowak – realizacja nagrań (5) - Jacek Gawłowski – mastering Inni - Łukasz Stasiak – adaptacja tekstu (1, 2, 3, 4, 5, 6, 8) - Przemysław „Sainer” Blejzyk – opracowanie graficzne - Tomasz Karwiński – zdjęcia - Witold Michalak – producent wykonawczy |